# Alex Sandro Pinho
Alex Sandro Pinho, mais conhecido simplesmente como Alex Pinho (São Gonçalo, 2 de março de 1972), é um ex-futebolista brasileiro que atuava como zagueiro.

## Carreira
Alex Pinho chegou em São Januário em 1987 para o time juvenil e juniores, entre as principais conquistas nas divisões de base o título inédito vascaino da Copa São Paulo de Futebol Júnior em 1992. Defendeu o profissional do Vasco da Gama em 1993 e deixou o Gigante da Colina em 1999, atuando em 173 jogos e marcou 1 gol, fazendo parte da época gloriosa do clube.
Defendeu também as camisas de Bahia, Náutico, Santa Cruz (duas passagens), Sport, Al-Qadisiya, Paysandu e America.
Abandonou a carreira em 2008, atuando no catarinense Tubarão.

## Títulos
Vasco Sub-20
- Torneio Carlinhos Maracanã: 1991
- Campeonato Carioca: 1991
- Taça Belo Horizonte: 1991
- Copa São Paulo de Futebol Júnior: 1992

Vasco da Gama
- Campeonato Carioca: 1993, 1994, 1998
- Copa Rio Estadual: 1993
- Taça Guanabara: 1994, 1998
- Taça Rio: 1993, 1999
- Campeonato Brasileiro: 1997
- Copa Libertadores da América: 1998
- Torneio Rio-São Paulo: 1999
- Troféu Cidade de Zaragoza: 1993
- Troféu Cidade de Barcelona: 1993
- Torneio João Havelange: 1993
- Troféu Palma de Mallorca: 1995
- Troféu Bortolotti: 1997

Paysandu
- Campeonato Paraense: 2005
- Taça Cidade de Belém: 2005
- Taça Estado do Pará: 2005